# Ringhals atomkraftværk
Ringhals atomkraftværk er et atomkraftværk i Varbergs kommun, Hallands län. Det er beliggende på Värö-halvøen, cirka 20 km nord for Varberg, 60 km. syd for Gøteborg. Det er Sveriges største kraftværk.
Værket har to reaktorer i drift (Ringhals 3 og Ringhals 4) og to under nedlukning (Ringhals 1 og Ringhals 2). De har en samlet effekt på 2.193 MW og har en årlig kapacitet på 17 TWh. På Ringhals arbejder 1.175 personer.
Værket ejes og drives af Ringhals AB, som igen ejes af Vattenfall AB (70,4 %) og Unipers datterselskab Sydkraft Nuclear Power AB (29,6 %).
Nærmeste punkt i Danmark er Læsø, 50 kilometer mod vest.